# Qataban
Ier millénaire av. J.-C. – Ier siècle av. J.-C.
Entités suivantes :
- Himyar (vers -110)
- Royaume d'Hadramaout

Le Qataban est un royaume antique d'Arabie du Sud, centré autour de Timna. 

## Description
Il établit sa domination au Ve siècle av. J.-C. après une violente période de guerre et d'instabilité. Les royaumes de Saba, Qataban, Maïn et Hadramaout luttent les uns contre les autres pour établir leur domination sur la région. Finalement, c'est le Royaume Qataban qui l'emporta et fonda une hégémonie qui dura de 500 à 110 av. J.-C.
Durant l'ère Qataban, période d'apogée artistique pour le Yémen, une nouvelle monnaie est fabriquée au milieu du IVe siècle av. J.-C. Cela tend à montrer la vitalité des échanges commerciaux caravaniers entre le Yémen et l'ensemble de la péninsule arabique.
Mais la puissance de Qataban doit composer avec les autres royaumes certes assujettis mais relativement autonomes et qui entretiennent des relations complexes entre eux. Cela les empêche de faire face efficacement à des périls extérieurs. Ainsi, vers 200 av. J.-C., le royaume de Haram est détruit par l'invasion de plusieurs tribus arabes, notamment celle d'Amîr. Ces tribus, qui seront rapidement soumises sous la tutelle sabéenne, imposent de nouveaux cultes comme le montre le temple principal de Haram dans lequel le culte de Matabnatiyân est remplacé par celui de Halfân, divinité des nouveaux venus. Qataban semble n'avoir guère eu de pouvoir pour empêcher cette invasion.
Son empire s'étiole peu à peu et au début du Ier siècle av. J.-C., il est vaincu par le royaume de Saba. Qataban sombre et éclate avec la sécession de Himyar en -110 qui le supplante et met fin à son hégémonie. Hadramaout établit ensuite sa domination sur la région. Puis, Hadramaout détruit définitivement en 175 le Qataban.